# Circuit Switched Data
Circuit Switched Data, CSD — технологія передачі даних, що була розроблена для мобільних терміналів стандарту GSM.
CSD використовує один часовий інтервал для передавання даних на швидкості 9,6 кбіт/с у підсистему мережі та комутації (Network and Switching Subsystem NSS).
Через відносно незначну швидкість передавання даних більшість операторів виділяють два або більше часових інтервали для CSD-викликів.
Є 1G інтернетом .
При цьому вже цю послугу скасовують на користь 2G (GPRS, EDGE), 3G, HSDPA, H+, 4G, LTE  і так далі, оскільки швидкість цих мереж вище за вигіднішої вартості. Незважаючи на старіння технології, деякі оператори створюють нові M2M тарифи із підтримкою CSD.

## Розвиток технології
HSCSD (англ. High-Speed Circuit-Switched Data) - система, заснована на тих же принципах, що і CSD, але розроблена для надання більш швидкісного зв'язку. Швидкість збільшено до 57,6 Кбіт/с.
ECSD — передача даних за технологією EDGE каналом CSD.
З іншого боку, GPRS (англ. General Packet Radio Service) надає вже пакетну передачу даних безпосередньо з мобільного телефону. І, власне, EDGE (англ. Enhanced Data Rates for GSM Evolution) і UMTS (англ. Universal Mobile Telecommunications System) надають доступ з набагато більше високими швидкостями передачі даних, але, як і раніше, сумісні зі стандартом GSM.